# John McLaughlin

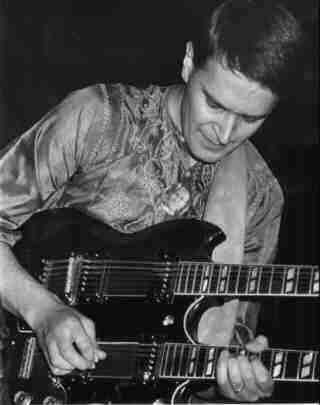
Múnich. 1973.

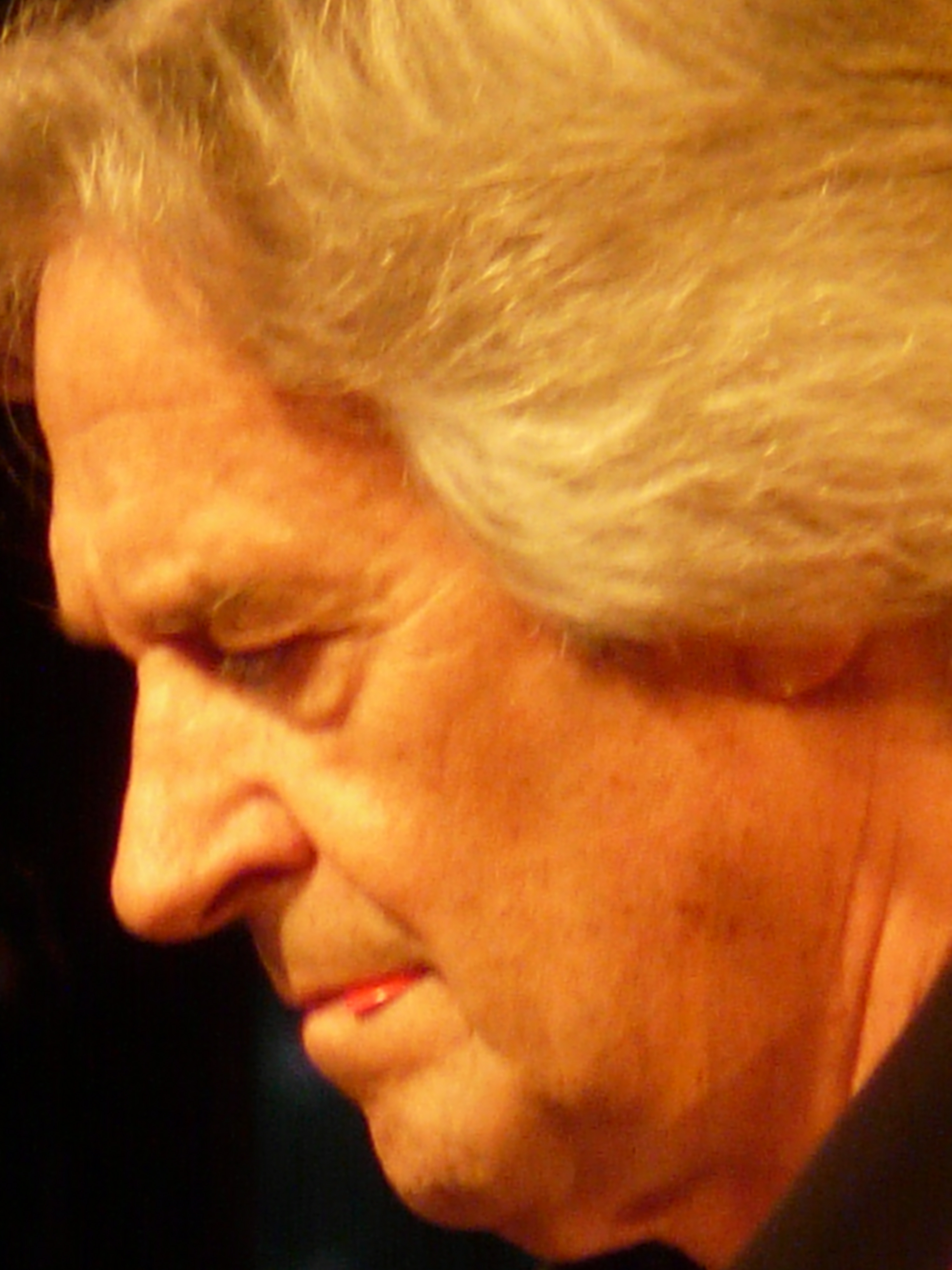
John McLaughlin 2008.

John McLaughlin (Doncaster, 4 de enero de 1942), también conocido como Mahavishnu John McLaughlin, es un guitarrista, director de orquesta y compositor inglés. Pionero del jazz fusión, su música combina elementos del jazz con el rock, la música del mundo, la música clásica de india, la música clásica, el flamenco y el blues. Tras colaborar con varios grupos británicos clave de principios de los años 60, McLaughlin grabó Extrapolation, su primer álbum como director de banda, en 1969. Después se trasladó a Estados Unidos, donde tocó con el grupo Lifetime de Tony Williams y luego con Miles Davis en sus álbumes de jazz-fusión eléctrica In a Silent Way, Bitches Brew, Jack Johnson y On the Corner. Su banda eléctrica de los años 70, la Mahavishnu Orchestra, interpretaba un estilo musical técnicamente virtuoso y complejo que fusionaba el jazz eléctrico y el rock con influencias indias.
El solo de McLaughlin en Miles Beyond de su álbum Birds of Fire ganó el Premio Grammy 2018 al Mejor Solo de Jazz Improvisado. Ha sido galardonado en múltiples ocasiones con los premios de Guitarrista del Año y Mejor Guitarrista de Jazz de revistas como Down Beat y Guitar Player con base en encuestas de lectores. En 2003, ocupó el puesto 49 en la lista de los "100 mejores guitarristas de todos los tiempos" de la revista Rolling Stone. En 2009, Down Beat incluyó a McLaughlin en su lista no clasificada de "75 grandes guitarristas", en la categoría de "Maestros del jazz moderno". En 2012, la revista Guitar World lo situó en el puesto 63 de su lista de los 100 mejores. En 2010, Jeff Beck llamó a McLaughlin "el mejor guitarrista vivo" y Pat Metheny también lo ha descrito como el mejor guitarrista del mundo. En 2017, fue galardonado con un doctorado honorario en música por el Berklee College of Music.

## Biografía
McLaughlin nació el 4 de enero de 1942 en una familia de músicos (su madre era concertista de violín) en Doncaster, Yorkshire del Oeste, Inglaterra. Estudió violín y piano de niño y se interesó por la guitarra a los 11 años con la que exploró estilos que iban desde el flamenco hasta el jazz de Django Reinhardt y Stéphane Grappelli. Se trasladó a Londres desde Yorkshire a principios de la década de 1960 y tocó con Alexis Korner y los Marzipan Twisters antes de pasar a Georgie Fame y los Blue Flames, la Graham Bond Organisation (en 1963) y Brian Auger. Durante la década de 1960, a menudo se mantuvo como músico de sesión, lo que generalmente le resultaba insatisfactorio pero con lo que mejoró su manera de tocar. Además, dio clases de guitarra a Jimmy Page. En 1963, Jack Bruce formó el Graham Bond Quartet con Bond, Ginger Baker y McLaughlin. Tocaban una gama ecléctica de géneros musicales, como el bebop, el blues y el rhythm and blues.
En enero de 1969, McLaughlin grabó en Londres su primer álbum, Extrapolation. En él destacan John Surman al saxofón y Tony Oxley a la batería.
Se trasladó a Estados Unidos en 1969 para unirse al grupo The Tony Williams Lifetime de Tony Williams. Existe una grabación de la Record Plant de Nueva York, fechada el 25 de marzo de 1969, en la que McLaughlin improvisa con Jimi Hendrix. McLaughlin recuerda que "tocamos una noche, solo una jam session. Y tocamos desde las 2 hasta las 8 de la mañana. Me pareció una experiencia maravillosa. Yo tocaba una guitarra acústica con una pastilla. Um, guitarra de tapa plana, y Jimi estaba tocando una eléctrica. Sí, ¡qué momento tan encantador! Si él viviera hoy en día, encontrarías que estaría empleando todo lo que pudiera tener en sus manos, y me refiero a guitarra acústica, sintetizadores, orquestas, voces, ¡cualquier cosa que pudiera tener en sus manos la usaría!"
Tocó en los álbumes de Miles Davis In a Silent Way, Bitches Brew, Live-Evil, On the Corner, Big Fun, donde aparece como solista en Go Ahead John y A Tribute to Jack Johnson. En las notas de este último disco, Davis calificó la forma de tocar de McLaughlin como "muy interior". Su reputación como músico de sesión de "primera llamada" creció dando lugar a grabaciones como acompañante de Miroslav Vitous, Larry Coryell, Joe Farrell, Wayne Shorter, Carla Bley, The Rolling Stones, Gil Evans. y otros.
A principios de 1970 grabó Devotion en Douglas Records (dirigido por Alan Douglas), un álbum de fusión psicodélica de gran energía que contaba con Larry Young al órgano (que había formado parte de Lifetime), Billy Rich al bajo eléctico y el batería de R&B Buddy Miles. Devotion fue el primero de los dos álbumes que publicó con Douglas. En 1971, publicó en Estados Unidos su tercer disco My Goal's Beyond, una colección de trabajos acústicos sin amplificar. La cara A (Peace One y Peace Two) ofrece una mezcla de fusión de jazz y formas clásicas de la India, mientras que la cara B presenta una interpretación acústica melódica de McLaughlin sobre estándares como Goodbye Pork Pie Hat, de Charles Mingus, a quien McLaughlin consideraba una importante influencia. My Goal's Beyond se inspiró en la decisión de McLaughlin de seguir al líder espiritual indio Sri Chinmoy, al que le había presentado en 1970 el mánager de Larry Coryell. El álbum estaba dedicado a Chinmoy, con uno de los poemas del gurú impreso en las notas del disco. Fue en este álbum donde McLaughlin adoptó el nombre de "Mahavishnu".
En 1973, colaboró con Carlos Santana, también discípulo de Sri Chinmoy por aquel entonces, en un álbum de canciones devocionales, Love Devotion Surrender, que incluía grabaciones de composiciones de John Coltrane, entre ellas A Love Supreme.
En 1979, formó un trío de fusión funk de corta duración llamado Trio of Doom con el batería Tony Williams y el bajista Jaco Pastorius. Su única actuación en directo fue el 3 de marzo de 1979 en el Havana Jam Festival (2-4 de marzo de 1979) en Cuba, como parte de una visita a Cuba patrocinada por el Departamento de Estado estadounidense. Más tarde, el 8 de marzo de 1979, el grupo grabó las canciones que habían escrito para el festival en los estudios Columbia de Nueva York, en la calle 52. Los recuerdos de esta actuación se recogen en el documental Havana Jam '79 de Ernesto Juan Castellanos y en el CD Trio of Doom.
Al comienzo de la década de 1970, formó la banda eléctrica Mahavishnu Orchestra, incluía al violinista Jerry Goodman (ex-The Flock), al teclista Jan Hammer, al bajista Rick Laird y al batería Billy Cobham. Interpretaban un estilo musical técnicamente difícil y complejo que fusionaba el jazz eléctrico y el rock con influencias orientales e indias. Esta banda ayudó a establecer la fusión como un estilo nuevo y creciente. La forma de tocar de McLaughlin en esta época se distinguía por sus rápidos solos y sus escalas musicales no occidentales.
En 1975 formó el grupo de fusión Shakti, basado en la música clásica india. McLaughlin ya llevaba varios años estudiando música clásica india y tocando la mohan vina. El grupo contaba con L. Shankar (violín), Zakir Hussain (tabla), Vikku Vinayakram (ghatam) y antes Ramnad Raghavan (mridangam). El grupo grabó tres álbumes: Shakti with John McLaughlin (1975) A Handful of Beauty (1976) y Natural Elements (1977). Basado en los estilos carnático e indostánico, junto con el uso extendido del konnakol, el grupo dio a conocer los ragas y la percusión india a muchos aficionados al jazz.
En este grupo, McLaughlin tocaba una guitarra acústica J-200 de cuerdas de acero hecha a medida por Abe Wechter y la Gibson Guitar Corporation, que presentaba dos niveles de cuerdas sobre la boca: una configuración convencional de seis cuerdas y siete cuerdas encordadas por debajo en un ángulo de 45 grados; se trataba de cuerdas simpáticas afinables de forma independiente, muy parecidas a las de un sitar o una vina. El diapasón festoneado del instrumento le permitía doblar las cuerdas mucho más allá del alcance de un diapasón convencional. Se acostumbró tanto a la libertad que le proporcionaba, que mandó festonear el diapasón de su guitarra eléctrica Gibson Byrdland.
En 1978 grabó el álbum Johnny McLaughlin: Electric Guitarist, título que figuraba en sus primeras tarjetas de visita cuando era un adolescente en Yorkshire. Se trataba de un regreso a la fusión de jazz/rock más convencional y al instrumento eléctrico después de tres años de tocar guitarras acústicas. El músico también apareció en el disco School Days de Stanley Clarke y en numerosos álbumes de fusión. 
En 1979, creó One Truth Band con L. Shankar en los violines, Stu Goldberg en los teclados, Fernando Saunders en el bajo eléctrico y Tony Smith en la batería que grabó el álbum de estudio, Electric Dreams. Tras su disolución, salió de gira en un dúo de guitarras con Christian Escoudé.
Por aquella época, con el guitarrista flamenco Paco de Lucía y el guitarrista de jazz Larry Coryell (sustituido por Al Di Meola a finales de 1980) formó The Guitar Trio. Grabaron en 1981, Friday Night in San Francisco. Participó en dos álbumes con el grupo Fuse One en 1980 y 1982.
En 1981 y 1982, grabó dos álbumes, Belo Horizonte y Music Spoken Here con The Translators, una banda de músicos franceses y estadounidenses que combinaba guitarra acústica, bajo, batería, saxofón y violín con sintetizadores. En el grupo participaba, la pianista clásica Katia Labèque.
Desde 1984 hasta aproximadamente 1987, publicó dos LPs, Mahavishnu y Adventures in Radioland con un quinteto eléctrico con el nombre de Mahavishnu, omitiendo el "Orchestra". La formación que grabó el primer disco fue McLaughlin (sintetizador Synclavier junto con una guitarra/controlador Roland), Bill Evans (saxos), Jonas Hellborg (bajo), Mitchel Forman (teclados) y Danny Gottlieb y Billy Cobham a la batería. Se dio la circunstancia que en la publicidad de los conciertos se incluía el nombre de Cobham, pero cuando comenzó la gira, solo estaba Gottlieb en la banda. Forman se fue en algún momento entre los álbumes y fue sustituido en los teclados por Jim Beard.
Junto con Mahavishnu, entre 1983 y 1988, trabajó en formato de dúo con el bajista Jonas Hellborg y también trío sumando a percusionistas como Billy Cobham o Trilok Gurtu, dando una serie de conciertos, algunos de los cuales fueron transmitidos por radio y televisión, pero no se realizaron grabaciones comerciales.
En 1986 apareció con Dexter Gordon en la película Round Midnight, de Bertrand Tavernier. En 1990, compuso The Mediterranean Concerto, orquestado por Michael Gibbs. El estreno mundial fue protagonizado por McLaughlin y la Orquesta Filarmónica de Los Ángeles. Se grabó en 1988 con Michael Tilson Thomas al frente de la Orquesta Sinfónica de Londres. A diferencia de lo que es habitual en la música clásica, el concierto incluye secciones en las que McLaughlin improvisa. También se incluyeron en la grabación cinco dúos entre McLaughlin y Katia Labèque.
A finales de la década de 1980, empezó a actuar en directo y a grabar con un trío que incluía al percusionista Trilok Gurtu y a tres bajistas en distintos momentos: primero Jeff Berlin, luego Kai Eckhardt y finalmente Dominique Di Piazza. Berlin contribuyó al trabajo en directo del trío solo en 1988/89, y no grabó con McLaughlin. El grupo grabó dos álbumes: Live at The Royal Festival Hall y Que Alegria, el primero con Eckhardt, y el segundo con di Piazza para todos los temas menos dos. Estas grabaciones supusieron el regreso de McLaughlin a los instrumentos acústicos, en las que utilizó una guitarra de cuerdas de nylon. En Live at the Royal Festival Hall, utilizó un sintetizador de guitarra único que le permitía hacer un "bucle" de partes de guitarra y tocar sobre ellas en directo. El sintetizador también incluía un pedal de sustain. Sobregrabó partes para crear exuberantes paisajes sonoros, con la ayuda de los singulares sonidos de percusión de Gurtu. Utilizó este enfoque con gran efecto en el tema Florianópolis, entre otros.
A principios de la década de 1990, John McLaughlin Trio realizó la gira del álbum Qué Alegria. Para entonces, Eckhardt se había marchado y a McLaughlin y Gurtu se les unió el bajista Dominique Di Piazza. Después de este periodo, grabó y realizó una gira con The Heart of Things, con Gary Thomas, Dennis Chambers, Matt Garrison, Jim Beard y Otmaro Ruíz. En 1993, publicó un álbum de homenaje a Bill Evans titulado Time Remembered: John McLaughlin Plays Bill Evans, con la guitarra acústica de McLaughlin respaldada por las guitarras acústicas del Cuarteto Aighetta y el bajo acústico de Yan Maresz. A finales de 1997, realizó una gira con Remember Shakti.
En 1996, McLaughlin, Paco de Lucía y Al Di Meola (conocidos colectivamente como The Guitar Trio) se reunieron para una gira mundial y grabaron un álbum con el mismo nombre. Anteriormente habían publicado un álbum de estudio titulado Passion, Grace & Fire en 1983.
En 2003 grabó la partitura para ballet, Thieves and Poets y un vídeo en 3 DVD sobre improvisación titulado This is the Way I Do It, que favoreció el desarrollo de clases en vídeo. En junio de 2006, publicó el álbum de fusión post-bop/jazz Industrial Zen, en el que experimentó con el Godin Glissentar, además de seguir ampliando su repertorio de guitarra-sintetizador.
En 2007, dejó Universal Records y se unió a Abstract Logix. Las sesiones de grabación de su primer álbum en ese sello tuvieron lugar en abril. Ese verano, comenzó una gira con un nuevo cuarteto de jazz fusión, 4th Dimension, formado por el teclista y baterista Gary Husband, el bajista Hadrian Feraud y el baterista Mark Mondesir. Durante la gira de la 4ª Dimensión, se publicó un "CD instantáneo" titulado Live USA 2007: Official Bootleg, que incluía grabaciones de la caja de resonancia de seis piezas de la primera actuación del grupo. Tras la finalización de la gira, McLaughlin clasificó las grabaciones de cada noche para lanzar una segunda colección de descargas en MP3 titulada Official Pirate: Best of the American Tour 2007. Durante este tiempo, también publicó otro DVD formativo, The Gateway to Rhythm, con el percusionista indio y compañero de la banda Remember Shakti, Selva Ganesh Vinayakram (o V. Selvaganesh), centrado en el sistema rítmico indio del konnakol. También remasterizó y publicó el proyecto archivado de 1979 Trio of Doom con Jaco Pastorius y Tony Williams. El proyecto había sido abortado debido a conflictos entre Williams y Pastorius, así como a lo que en aquel momento era una insatisfacción mutua con los resultados de su actuación.
El 28 de julio de 2007, McLaughlin actuó en el Crossroads Guitar Festival de Eric Clapton en Bridgeview, Illinois.
El 28 de abril de 2008, se publicaron las sesiones de grabación del año anterior en el álbum Floating Point, con la sección rítmica formada por el teclista Louis Banks, el bajista Hadrien Feraud, el percusionista Sivamani y el batería Ranjit Barot, reforzados en cada tema por un músico indio diferente. Coincidiendo con el lanzamiento del álbum se publicó otro DVD, Meeting of the Minds, que ofrecía imágenes entre bastidores de las sesiones de Floating Point, así como entrevistas con todos los músicos. A finales del verano y durante el otoño de 2008, realizó una gira con Chick Corea, Vinnie Colaiuta, Kenny Garrett y Christian McBride bajo el nombre de Five Peace Band, de la que salió un álbum homónimo de doble CD en directo a principios de 2009.
McLaughlin actuó con el batería de la Mahavishnu Orchestra, Billy Cobham, en la 44.ª edición del Festival de Jazz de Montreux (Suiza), el 2 de julio de 2010, por primera vez desde la separación de la banda. En noviembre de 2010, la editorial Abstract Logix Books publicó un nuevo libro titulado Follow Your Heart- John McLaughlin Song by Song, escrito por Walter Kolosky, que también escribió el libro Power, Passion and Beauty - The Story of the Legendary Mahavishnu Orchestra. El libro analiza cada una de las canciones que escribió McLaughlin y contiene fotografías nunca antes vistas.
McLaughlin apoya a la organización palestina de musicoterapia, Al-Mada, que dirige el programa Por mi identidad canto. En 2012 actuó con en 2012 con Zakir Hussain en Ramallah (Palestina) y en 2014 con 4th Dimension.

## Estilo
Su estilo se ha descrito como poseedor de una velocidad agresiva, precisión técnica y sofisticación armónica. Es conocido por utilizar escalas no occidentales y compases no convencionales. La música india ha tenido una profunda influencia en su estilo y, según se ha escrito, es uno de los primeros occidentales que tocan música india para el público indio. Influyó en la popularización de la fusión del jazz con Miles Davis, con quien tocó en cinco de sus álbumes de estudio, incluido el primero de Davis, Bitches Brew, que obtuvo la certificación de oro, y en un álbum en directo, Live-Evil. Hablando de sí mismo, McLaughlin ha declarado que la guitarra es simplemente "parte de su cuerpo", y que se siente más cómodo cuando hay una guitarra presente.

## Influencia
En 2010, Jeff Beck dijo que McLaughlin nos ha dado tantas facetas diferentes de la guitarra. Y nos ha introducido a miles de personas en la música del mundo, al mezclar la música india con el jazz y la clásica y que probablemente es el mejor guitarrista vivo. McLaughlin ha sido citado como una gran influencia para muchos guitarristas de los años 70 y 80, entre los que se encuentran destacados músicos como Steve Morse, Eric Johnson, Mike Stern, Al Di Meola, Shawn Lane y Scott Henderson. Otros intérpretes que reconocen su influencia son Omar Rodríguez-López de The Mars Volta, Paul Masvidal de Cynic, y Ben Weinman de The Dillinger Escape Plan. Según Pat Metheny, McLaughlin ha cambiado la evolución de la guitarra durante varios de sus períodos de interpretación.
McLaughlin se considera una influencia fundamental para todos los compositores de música de fusión. En una entrevista en DownBeat, Chick Corea dijo que "lo que John McLaughlin hizo con la guitarra eléctrica puso al mundo de cabeza. Nadie había oído nunca una guitarra eléctrica tocada así, y ciertamente me inspiró. La banda de John, más que mi experiencia con Miles, me llevó a querer subir el volumen y escribir música más dramática y que te pusiera los pelos de punta."
El músico y cómico Darryl Rhoades como homenaje drigió en los años 70 la "Orquesta Hahavishnu", que hacía parodias de los estilos musicales funk, rock y jazz de la época.

## Equipo
- Gibson EDS-1275, McLaughlin played the Gibson doubleneck between 1971 and 1973 at which point the Double Rainbow was completed.
- Double Rainbow doubleneck guitar made by Rex Bogue, which McLaughlin played between 1973 - 1975.
- The first Abraham Wechter-built acoustic "Shakti guitar,"[80] a customized Gibson J-200[81] with drone strings transversely across the soundhole.[82]
- "Marielle", acoustic guitar with cutaway.
- "Our Lady", built by Abe Wechter for John McLaughlin.
- Mike Sabre John McLaughlin model as seen on the Eric Claptons Crossroads Dallas 2004 DVD
- He currently plays Godin electric/MIDI guitars Archivado el 11 de julio de 2011 en Wayback Machine., one of which can be seeen on the Eric Claptons Crossroads Chicago 2007 DVD
- Summary of the guitars played by John McLaughlin.

## Galería

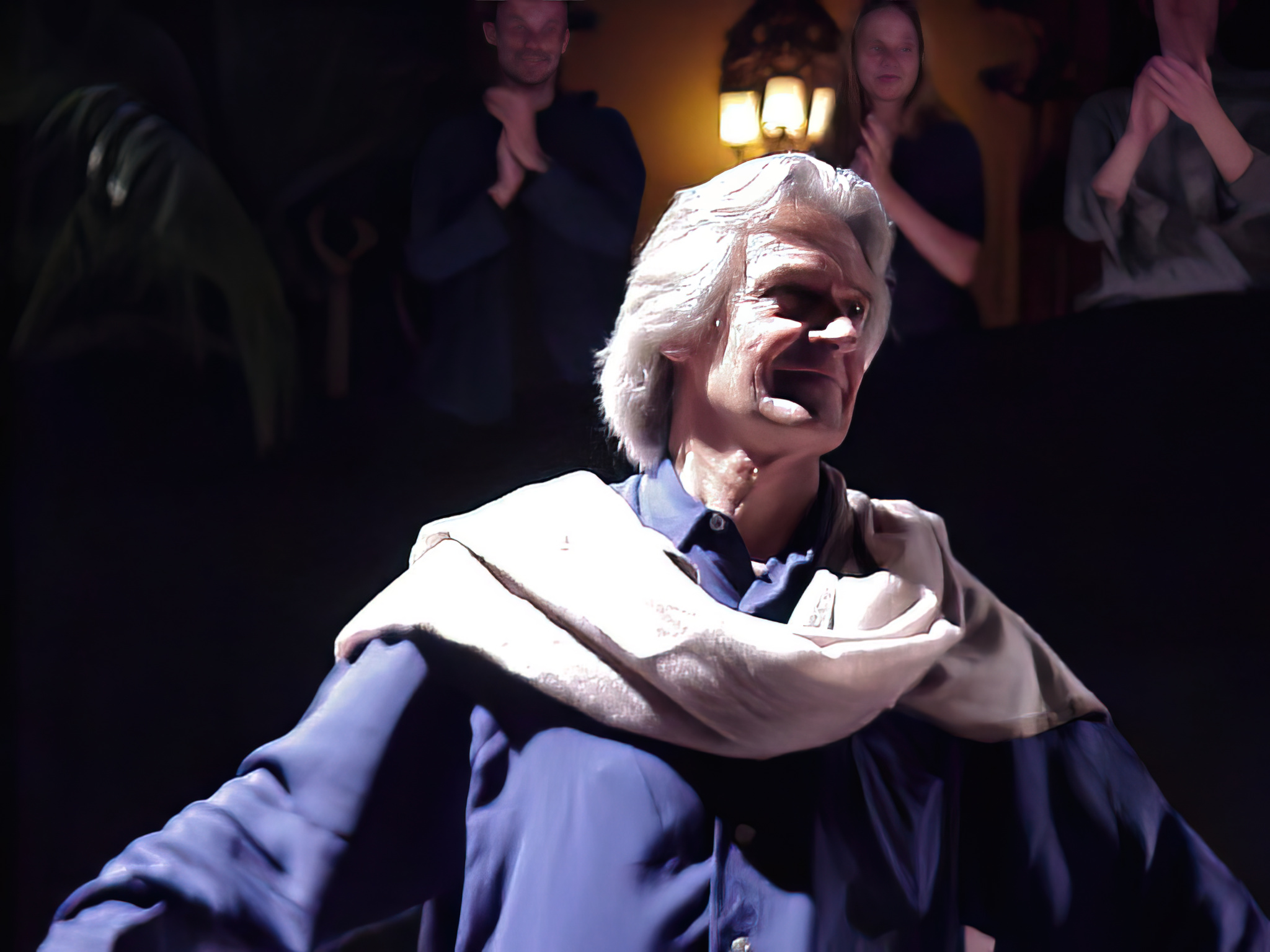
Concierto de Remember Shakti. Múnich. 2001.
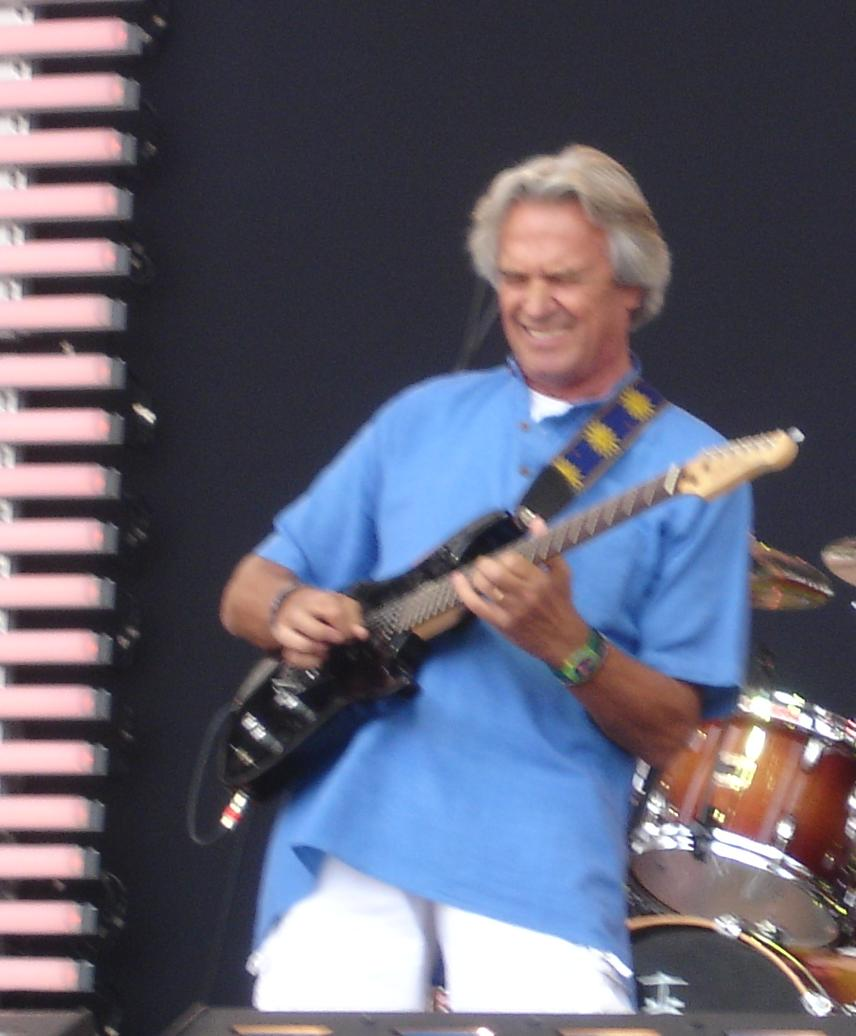
Crossroads Guitar Festival. 28/7/2007.